# Пилипы (Воронежская область)
Пилипы — село в Каменском районе Воронежской области России.
Входит в состав Трехстенского сельского поселения.

## География
Село находится на 3 километре дороги 20Н-25-11 в 5 километрах к востоку от села Трёхстенки. К западу от села расположен лесной массив. Село Пилипы, как и вся Воронежская область, находится в часовой зоне МСК (московское время). Смещение применяемого времени относительно UTC составляет +3:00.

### Улицы
- ул. Берёзовая,
- ул. Калиновая,
- ул. Механизаторов,
- ул. Мира,
- ул. Песчаная,
- ул. Приовражная,
- ул. Яровская.

## Население
| 1859 | 1897  | 2010 |
| ---- | ----- | ---- |
| 897  | ↗1206 | ↘290 |

## Достопримечательности
Церковь Казанской иконы Божией Матери, основанная в 1914 году, в 1930-е была закрыта и использовалась под склад, на 2008 год не действует и не работает под склад.